# Округ Берли (Северна Дакота)
Берли (енгл. Burleigh County) је округ у америчкој савезној држави Северна Дакота.

## Демографија
По попису из 2010. године број становника је 81.308, што је 11.892 (17,1%) становника више него 2000. године.
| Група             | 2000.          | 2010.          |
| Белци             | 65.686 (94,6%) | 75.054 (92,3%) |
| Афроамериканци    | 182 (0,3%)     | 483 (0,6%)     |
| Азијати           | 275 (0,4%)     | 392 (0,5%)     |
| Хиспаноамериканци | 468 (0,7%)     | 986 (1,2%)     |
| Укупно            | 69.416         | 81.308         |